# Пиндапата

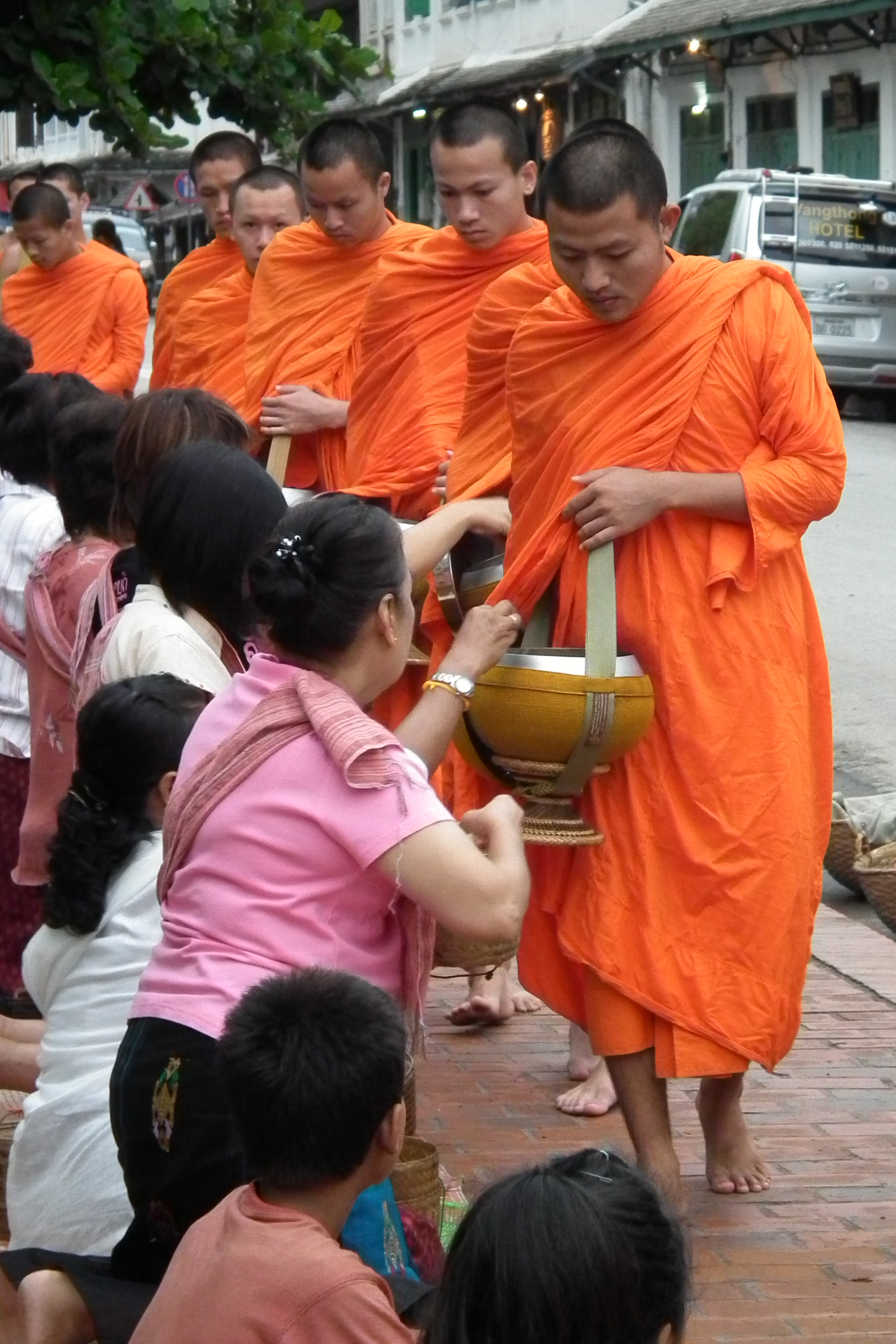
Пиндапат в Лаосе

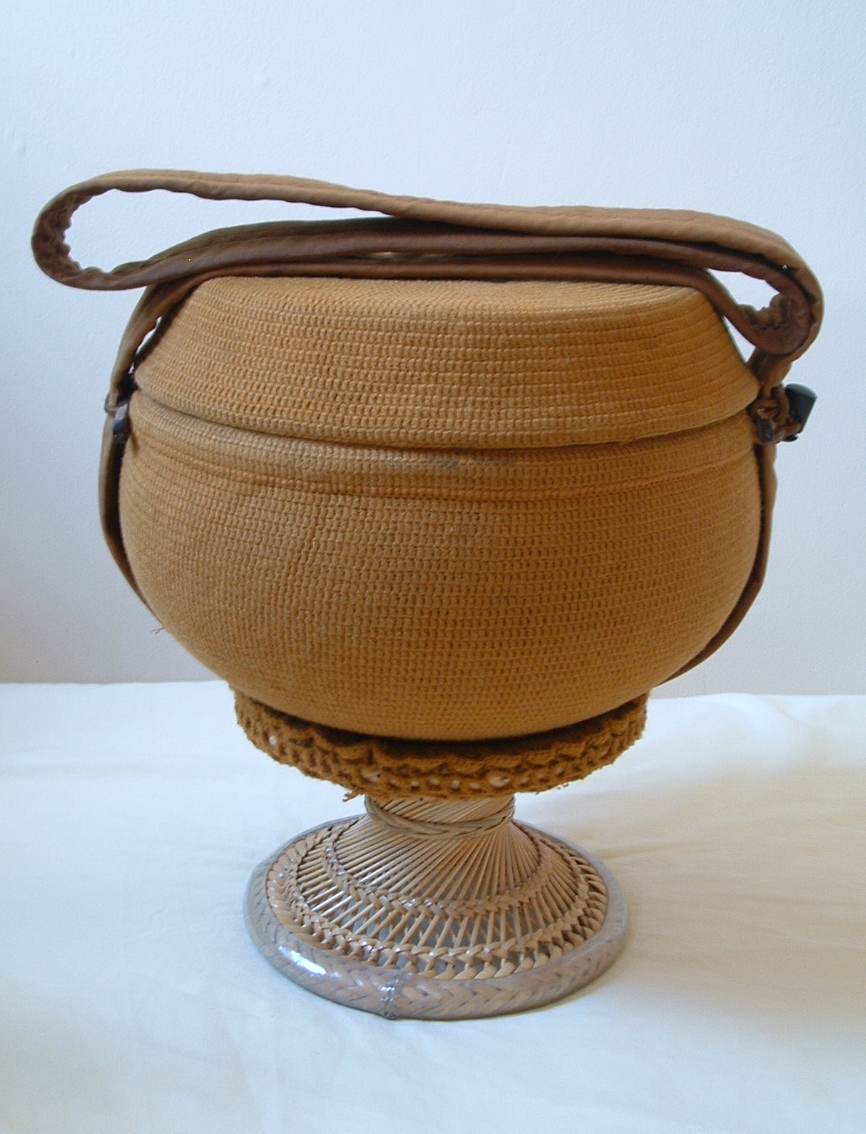
Патта на подставке.

Пиндапа́та (в переводе с пали слово звучит как «сбор подаяний»; тайск. บิณฑบาต — бинтхабат; бирм. сонкхэ) — традиционный сбор подаяний в виде пищи, совершаемый буддийскими монахами для пропитания. Обычай пиндапаты — один из древнейших обычаев в мире и основан на буддийском каноне Типитака (кодекс Виная). Пиндапата сохраняется в полной мере только в провинциальных районах Мьянмы, Таиланда, Лаоса и Камбоджи, а также в китайских кварталах Малайзии. По некоторым сведениям, пиндапата существует и в юго-западных районах Китая.
Пищу собирают в чашу (санкср.: патра, пали: патта). Патра (фиал) самого Будды Гаутамы Шакьямуни многократно упомянута как в тхеравадинском палийском каноне, так и в махаянском, Во времена Будды была сделана попытка (его двоюродным братом Дэвадаттой) сделать правилом принимать и вкушать лишь вегетарианскую пищу, однако Будда и архаты отвергли это "новшество", разрешив принимать всякую пищу, включая мясную, при условии, что животное не было специально убито для того, чтобы насытить бхиккху (буддийского монаха), принимающего подаяние. Во времена Будды разрешалось лишь принимать пищу, но не деньги или драгоценности в качестве подношения, однако с течением веков это правило несколько трансформировалось: в настоящее время в некоторых странах ( в Таиланде, например) разрешается принимать также и деньги, хотя в ряде стран бхиккху могут пользоваться некоторыми услугами (общественный транспорт и т. д.) не платя за него  - что связано с нежелательностью прикосновения к деньгам для бхиккху.

## Правила совершения
Пиндапата совершается ранним утром. Все монахи монастыря вместе выходят с чашами для сбора пищи, и, разделяясь, расходятся по разным дорогам, проходя в день до 10 км. Миряне-буддисты, желающие получить благословение и заметившие прошедшего мимо монаха, зная, что он будет возвращаться или проходить мимо на следующий день, готовят рис и другую еду и, дождавшись встречи, с почтением накладывают еду в чашу для сбора подаяний или монашескую сумку. Монах благодарит мирян традиционным высказыванием на языке пали, в котором обещает тем, кто уважает достойных людей, счастье, здоровье и другие блага. Миряне принимают благословения стоя босиком и «разглаживают» благодать слов, как масло, по голове. Вернувшись в монастырь, монахи съедают пожертвованную пищу до полудня и во второй половине дня ничего не едят, а также, по правилам Винаи, стараются после обеда не появляться на улице. В некоторых районах Таиланда монахи приходят на пиндапату в определённое место, которое, как правило, находится около рынка, где для мирян продаются готовые наборы (пайки) для совершения подаяния.
Во время пиндапаты монаха может сопровождать помощник из добровольцев, несущий сумку. Чаще всего помощниками становятся маленькие дети, которых монах угощает после своей трапезы. Монахам не полагается делать запасы еды, и когда они насыщаются, то оставляют лишнюю пищу присутствующим рядом мирянам или раздают пищу бедным.

## Пиндапата в Лаосе
После утверждения у власти коммунистического правительства в Лаосе был проведён ряд реформ, связанных с функционированием буддийских монастырей. Первоначально было запрещено приносить подаяния монахам, и последним предписывалось содержать скот и работать в поле (что противоречит законам Винаи). В 1983 году обычай пиндапаты был возвращён, и государство установило ежедневный рацион риса.

## Пиндапата на Шри-Ланке
На Шри-Ланке обычай пиндапаты не сохранился, и для того, чтобы накормить монахов, миряне совершают дану и приглашают их к себе домой или сами приходят в монастырь и приносят еду, для чего в монастырях составляется список очерёдности совершения подношений.

## Пиндапата в Корее
Пиндапата (кор. такпаль) в Южной Корее официально запрещена после Корейской войны. Официально это было сделано в связи с тем, что во времена разрухи в XX веке было зафиксировано много случаев имитации монашеской пиндапаты.

## Совпадение
Чаша для сбора подаяний на тайском звучит как баат (от пали «патта», санскр. «патра»). Слово это близко по произношению к названию тайской национальной валюты тайский бат.